# Paul Hellyer

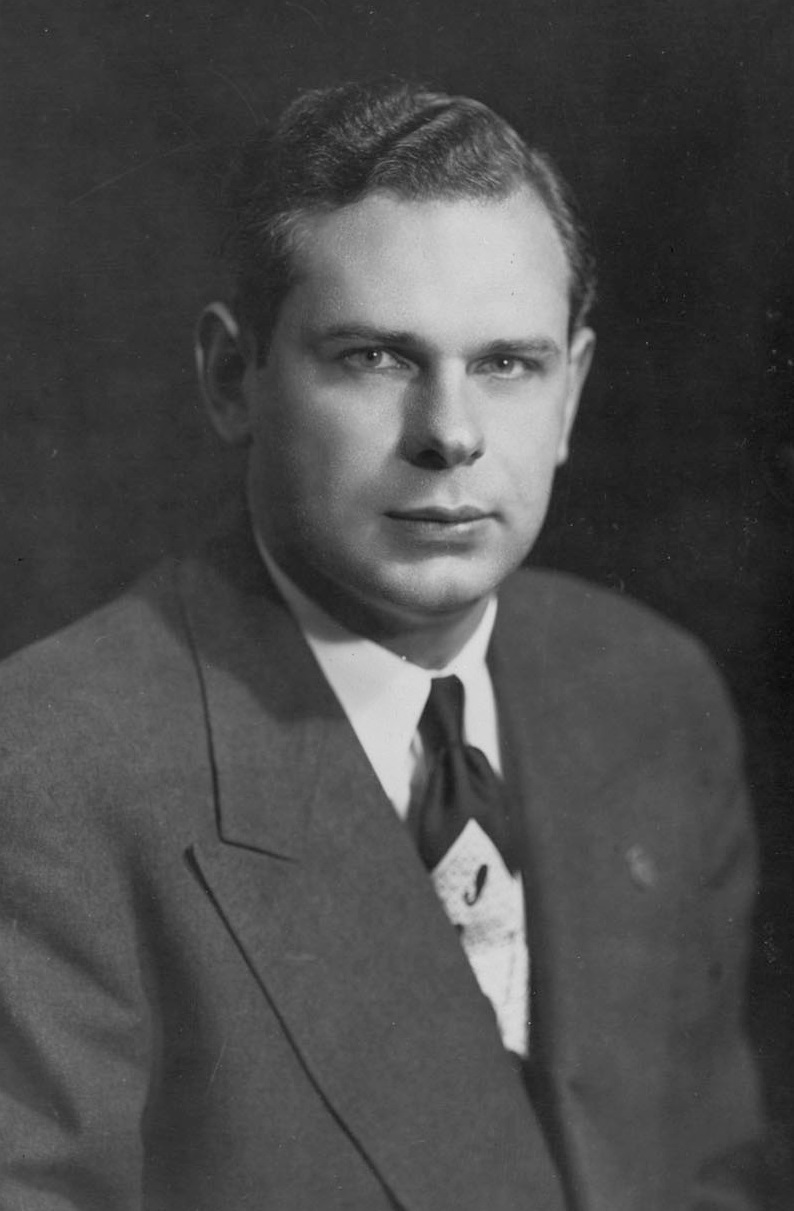
Paul Hellyer, um 1940

Paul Theodore Hellyer, PC FRSA (* 6. August 1923 in Waterford, Ontario; † 8. August 2021 in Toronto) war ein kanadischer Unternehmer, Ingenieur, Kaufmann und Politiker der Liberalen Partei, der Progressiv-konservativen Partei sowie zuletzt der Canadian Action Party, der mehr als 23 Jahre Abgeordneter des Unterhauses, mehrfach Minister sowie zwischen 1997 und 2003 Vorsitzender der Canadian Action Party war.

## Leben

### Berufliche Laufbahn und Politiker der Liberalen Partei
Nach dem Schulbesuch absolvierte Paul Hellyer ein Studium, das er mit einem Bachelor of Arts abschloss. Zwischen 1944 und 1946 leistete er seinen Wehrdienst in der Royal Canadian Air Force sowie der Royal Canadian Artillery. Später war er als Bauingenieur, Unternehmer und Kaufmann tätig. 
Bei der Unterhauswahl vom 27. Juni 1949 wurde Hellyer erstmals als Kandidat der Liberalen Partei zum Abgeordneten in das Unterhaus gewählt und vertrat in diesem bis zu seiner Niederlage bei der Unterhauswahl vom 10. Juni 1957 den Wahlkreis Davenport. Sein erstes Regierungsamt übernahm Hellyer im Februar 1956 als Parlamentarischer Assistent beim Minister für nationale Verteidigung, ehe er in dem von Premierminister Louis Saint-Laurent gebildeten 17. kanadischen Kabinett von April 1957 bis Juni 1957 Beigeordneter Minister beim Minister für nationale Verteidigung war.
Nachdem er bei der Unterhauswahl am 31. März 1958 in diesem Wahlkreis abermals den Wiedereinzug als Abgeordneter in das Unterhaus verpasste, wurde er bei einer Nachwahl am 15. Dezember 1958 im Wahlkreis Trinity wieder zum Abgeordneten in das Unterhaus gewählt. Am 22. April 1963 wurde er von Premierminister Lester Pearson schließlich zum Minister für nationale Verteidigung in die 19. Regierung Kanadas berufen, in der er nach einer Regierungsumbildung am 19. September 1967 das Amt des Verkehrsministers übernahm.
Auf dem Parteitag der Liberalen Partei am 6. April 1968 gehörte Hellyer zum Kreise der Kandidaten für die Nachfolge des Parteivorsitzenden Lester Pearson. Dabei wurde er zunächst im ersten Wahlgang mit 330 Delegiertenstimmen Zweiter, wenngleich der Abstand zum Erstplatzierten, den damaligen Justizminister Pierre Trudeau deutlich war, der 752 Stimmen bekam. Im zweiten Wahlgang landete er mit 465 knapp auf dem dritten Platz unter den sechs verbliebenen Kandidaten, ebenso im dritten Wahlgang bei fünf Kandidaten mit dann 377 Stimmen, woraufhin er seine weitere Kandidatur zurückzog. Letztlich setzte sich der Trudeau im vierten Wahlgang durch und wurde mit 50,9 Prozent zum Vorsitzenden der Liberalen Partei gewählt.
Das Amt des Verkehrsministers behielt er auch nachdem am 20. April 1968 Pearsons Nachfolger Pierre Trudeau das 20. kanadische Kabinett gebildet hatte. Etwas mehr als ein Jahr darauf trat Hellyer am 29. April 1969 von seinem Amt als Verkehrsminister zurück, nachdem es zu Meinungsverschiedenheiten über die Wohnungsbaupolitik der Regierung gekommen war.

### Politische Laufbahn in der Progressiv-konservativen Partei und der Canadian Action Party
Nach mehreren Wiederwahlen trat Hellyer am 20. Mai 1971 aus der Liberal Partei aus, verblieb zunächst als unabhängiger Liberaler im Unterhaus und wurde dann nach seinem Eintritt in die Progressiv-konservative Partei bei der Unterhauswahl am 30. Oktober 1972 im Wahlkreis Trinity abermals zum Abgeordneten gewählt, verlor seinen Wahlkreis aber bereits zwei Jahre später wieder bei der Unterhauswahl am 8. Juli 1974. Während dieser Zeit war er zwischen Dezember 1972 und September 1974 Sprecher der progressiv-konservativen Oppositionsfraktion für Industrie, Handel und Gewerbe.
Auf dem Parteitag der Progressiv-konservativen Partei am 22. Februar 1976 bewarb er sich auch um die Nachfolge von Robert Stanfield als Parteivorsitzender. Dabei wurde er jedoch im ersten Wahlgang mit 231 Delegiertenstimmen lediglich Fünfter unter elf Kandidaten sowie im zweiten Wahlgang mit 118 Stimmen nur Sechster unter den verbliebenen acht Kandidaten, woraufhin er seine weitere Kandidatur zurückzog. Schließlich wurde Joe Clark im vierten Wahlgang mit 1187 Stimmen knapp vor Claude Wagner, der 1122 Delegiertenstimmen bekam, neuer Vorsitzender der Progressiv-konservativen Partei.
Im November 1982 trat er aus der Progressiv-konservativen Partei wieder aus und wurde erneut Mitglied der Liberalen Partei, ehe er im 1997 diese abermals verließ und Gründer und erster Vorsitzender der Canadian Action Party wurde. Als solcher führte er diese Partei als Spitzenkandidat in die Unterhauswahl vom 2. Juni 1997 sowie 27. November 2000, bei denen die Partei allerdings nur 17.502 Wählerstimmen (0,13 Prozent) beziehungsweise 27.101 Stimmen (0,21 Prozent) erhielt und den Einzug in das Unterhaus verpasste. Er selbst kandidierte vergeblich im Wahlkreis Etobicoke-Lakeshore (1997) und Toronto Centre-Rosedale (2000) um einen Wiedereinzug als Abgeordneter. 2003 legte er schließlich das Amt des Vorsitzenden der Canadian Action Party nieder.
Hellyer verfasste darüber hinaus zahlreiche Bücher, die sich insbesondere mit politischen Themen befassten. Er machte wiederholt Schlagzeilen durch Äußerungen zu außerirdischem Leben auf der Erde. Er setzte sich dafür ein, die angeblichen Technologien der Aliens zu nutzen, um den Klimawandel zu stoppen, und hielt den Regierungen vor, den Wissenstransfer von außerirdischer zu irdischer Wissenschaft zu behindern.

## Veröffentlichungen
- Agenda: a plan for action, Scarborough 1971
- Exit inflation, Scarborough 1981
- Jobs for all: capitalism on trial, Toronto 1984
- Canada at the crossroads: a Liberal agenda for the 90's and beyond, Toronto 1990
- Damn the torpedoes : my fight to unify Canada's armed forces, Toronto 1990
- Funny money, Toronto 1994
- Surviving the global financial crisis : the economics of hope for generation X, Toronto 1996
- The evil empire: globalization's darker side, Toronto 1997
- Stop: think, Toronto 1999
- Goodbye Canada, Toronto 2001
- One big party: to keep Canada independent, Toronto 2003
- A Miracle in Waiting, Toronto 2010, update of Surviving the Global Financial Crisis
- Light at the End of the Tunnel: A Survival Plan for the Human Species, Toronto 2010
- The Money Mafia: A World in Crisis, 2014